# 索尔托斯维尔 (芒什省)
索尔托斯维尔（法語：Sortosville）是法国芒什省的一个市镇，属于谢尔布尔区（Cherbourg）蒙特布尔县（Montebourg）。该市镇总面积2.48平方公里，2009年时的人口为101人。

## 人口
索尔托斯维尔人口变化图示